# Vessey
Vessey település Franciaországban, Manche megyében. Lakosainak száma 385 fő (2018. január 1.). Vessey Macey, Argouges, Aucey-la-Plaine, La Croix-Avranchin, Montanel, Pontorson, Sacey és Villiers-le-Pré községekkel határos.

## Népesség
A település népessége az elmúlt években az alábbi módon változott:
| Lakosok száma | 592  | 523  | 466  | 408  | 397  | 396  | 418  | 418  | 385  | 385  |
|               | 1962 | 1968 | 1982 | 1990 | 1999 | 2008 | 2011 | 2013 | 2017 | 2018 |